# Eglon
Eglon was een Kanaänitische stad genoemd in de Hebreeuwse Bijbel waarvan de koning Debir zich aansloot bij de coalitie tegen de stad Gibeon en de Israëlieten. Dit verbond was opgericht op initiatief van koning Adonisedek van Jeruzalem en naast Debir sloten ook nog de koningen Hoham van Hebron, Piream van Jarmut en Jafia van Lachis zich erbij aan.
De vijf koningen werden verslagen en vermoord en hun legers uitgeroeid in de slag bij Gibeon (Jozua 10:1-27). Bij de verdeling van het land door Jozua werd de stad toegewezen aan de stam van Juda (Jozua 15:39).
Men heeft de antieke stad vereenzelvigd met Tell el-Hesi, maar meer recent onderzoek verwerpt deze hypothese.